# Japorã
Japorã is een gemeente in de Braziliaanse deelstaat Mato Grosso do Sul. De gemeente telt 7.752 inwoners (schatting 2009).

## Aangrenzende gemeenten
De gemeente grenst aan Eldorado, Iguatemi, Mundo Novo, Sete Quedas en Tacuru.

### Landsgrens
En met als landsgrens aan de gemeente Salto del Guairá in het departement Canindeyú met het buurland Paraguay.